# Ernst Badian
Ernst Badian (Vienna, 8 agosto 1925 – Quincy, 1º febbraio 2011) è stato uno storico austriaco naturalizzato statunitense, che insegnò all'Università di Harvard dal 1971 al 1998.

## Biografia
Badian, nato da famiglia ebraica, fu uno dei principali storici dell'antica Grecia e di Roma del XX secolo. Nato a Vienna, nel 1938, in vista dell'incremento della persecuzione degli ebrei in Austria e Germania, si trasferì con i genitori in Nuova Zelanda. Lì studiò al Canterbury College, laureandosi nel 1945 e perfezionandosi l'anno successivo. Frequentò quindi l'University College di Oxford, studiando con George Cawkwell e conseguendo una laurea in materie umanistiche nel 1950 e un dottorato di ricerca nel 1956. Ottenne poi un master in Nuova Zelanda presso la Victoria University of Wellington nel 1962.
Dopo aver insegnato presso le università di Sheffield, Durham e Leeds, nel Regno Unito, e alla State University of New York di Buffalo, venne nominato al Dipartimento di storia di Harvard nel 1971, e nel Dipartimento di studi classici nel 1973. Divenne poi John Moors Cabot Professor of History Emeritus nel 1998.
Badian fu eletto membro della American Academy of Arts and Sciences nel 1974. Attivo promotore di studi classici negli Stati Uniti, contribuì a fondare The American Journal of Ancient History (1976), l'Association of Ancient Historians (1974) e il New England Ancient History Colloquium.
Nel 1999 l'Austria lo insignì della Croce d'onore per le scienze e le arti (Österreichisches Ehrenkreuz für Wissenschaft und Kunst).
Badian morì, all'età di 85 anni, dopo una caduta nella sua casa di Quincy in Massachusetts. Gli sono sopravvissuti la vedova Nathlie, i suoi figli Hugh e Rosemary, e diversi nipoti e pronipoti.
La Ernst Badian Collection of Roman Republican Coins è ospitata presso la Special Collections and University Archives of the Rutgers University libraries.
All'incontro del 2012 dell'Association of Ancient Historians, a Chapel Hill, Carolina del Nord, gli storici antichi T. Corey Brennan e Jerzy Linderski presentarono delle pubblicazioni riflettenti metodologie storiche impiegate da Badian.

## Opere

### Studi
- Foreign Clientelae 264–70 B.C. (Clarendon Press, Oxford, 1958)
- Studies in Greek and Roman History (Blackwell, Oxford, 1964)
- Roman Imperialism in the Late Republic, II edizione (I edizione commerciale) (Blackwell, Oxford/Cornell University Press, 1968)
- Publicans and Sinners (Blackwell, Oxford/Cornell University Press, 1972, ristampato, con correzioni e bibliografia critica, Cornell University Press, 1983)
- From Plataea to Potidaea (Johns Hopkins University Press, 1993)
- Zöllner und Sünder (Wissenschaftliche Buchgesellschaft, Darmstadt, 1997)

### Curatele
- Ancient Society and Institutions. Studies Presented to Victor Ehrenberg (Blackwell, Oxford, 1966)
- Polybius. Selected passages in translation (Washington Square Press, NY, 1966)
- Sir Ronald Syme, Roman Papers (vols. 1 & 2) (Oxford University Press, 1979)
- Translated Documents of Greek and Rome, vols. 1, 2, 3, con Robert K. Sherk (Johns Hopkins University Press, then Cambridge University Press)